# سفارة الصومال لدى السعودية
سفارة الصومال لدى السعودية هي الممثلية الدبلوماسية العليا لدولة الصومال لدى المملكة العربية السعودية. تقع السفارة في حي الورود في الرياض.